# Lijst van voetbalinterlands Bulgarije - Italië
Deze lijst van voetbalinterlands is een overzicht van alle officiële voetbalwedstrijden tussen de nationale teams van Bulgarije en Italië. De landen hebben tot op heden 21 keer tegen elkaar gespeeld. De eerste ontmoeting was een vriendschappelijke wedstrijd in Bologna op 14 juni 1966. Het laatste duel, een kwalificatiewedstrijd voor het Wereldkampioenschap voetbal 2022, vond plaats op 2 september 2021 in Florence.

## Wedstrijden
| №  | Plaats          | Datum             | Competitie           | Wedstrijd          | Uitslag |
| -- | --------------- | ----------------- | -------------------- | ------------------ | ------- |
| 1  | Bologna         | 14 juni 1966      | Vriendschappelijk    | Italië − Bulgarije | 6 − 1   |
| 2  | Sofia           | 6 april 1968      | EK 1968 kwalificatie | Bulgarije − Italië | 3 − 2   |
| 3  | Napels          | 20 april 1968     | EK 1968 kwalificatie | Italië − Bulgarije | 2 − 0   |
| 4  | Turijn          | 24 mei 1969       | Vriendschappelijk    | Italië − Bulgarije | 0 − 0   |
| 5  | Sofia           | 21 juni 1972      | Vriendschappelijk    | Bulgarije − Italië | 1 − 1   |
| 6  | Genua           | 29 december 1974  | Vriendschappelijk    | Italië − Bulgarije | 0 − 0   |
| 7  | Turijn          | 20 september 1978 | Vriendschappelijk    | Italië − Bulgarije | 1 − 0   |
| 8  | Bologna         | 23 september 1981 | Vriendschappelijk    | Italië − Bulgarije | 3 − 2   |
| 9  | Mexico-Stad     | 31 mei 1986       | WK 1986              | Bulgarije − Italië | 1 − 1   |
| 10 | Cesena          | 20 september 1989 | Vriendschappelijk    | Italië − Bulgarije | 4 − 0   |
| 11 | Sofia           | 25 september 1991 | Vriendschappelijk    | Bulgarije − Italië | 2 − 1   |
| 12 | East Rutherford | 13 juli 1994      | WK 1994              | Bulgarije − Italië | 1 − 2   |
| 13 | Guimarães       | 22 juni 2004      | EK 2004              | Italië − Bulgarije | 2 − 1   |
| 14 | Sofia           | 11 oktober 2008   | WK 2010 kwalificatie | Bulgarije − Italië | 0 − 0   |
| 15 | Turijn          | 9 september 2009  | WK 2010 kwalificatie | Italië − Bulgarije | 2 − 0   |
| 16 | Sofia           | 7 september 2012  | WK 2014 kwalificatie | Bulgarije − Italië | 2 − 2   |
| 17 | Palermo         | 6 september 2013  | WK 2014 kwalificatie | Italië − Bulgarije | 1 − 0   |
| 18 | Sofia           | 28 maart 2015     | EK 2016 kwalificatie | Bulgarije − Italië | 2 − 2   |
| 19 | Palermo         | 6 september 2015  | EK 2016 kwalificatie | Italië − Bulgarije | 1 − 0   |
| 20 | Sofia           | 28 maart 2021     | WK 2022 kwalificatie | Bulgarije − Italië | 0 − 2   |
| 21 | Florence        | 2 september 2021  | WK 2022 kwalificatie | Italië − Bulgarije | 1 − 1   |

## Samenvatting
| Competitie        | Totaal gespeeld | Winst Bulgarije | Gelijk | Winst Italië | Doelsaldo Bulgarije – Italië |
| ----------------- | --------------- | --------------- | ------ | ------------ | ---------------------------- |
| WK-eindronde      | 2               | 0               | 1      | 1            | 2 − 3                        |
| WK-kwalificatie   | 6               | 0               | 3      | 3            | 3 − 8                        |
| EK-eindronde      | 1               | 0               | 0      | 1            | 1 − 2                        |
| EK-kwalificatie   | 4               | 1               | 1      | 2            | 5 − 7                        |
| Vriendschappelijk | 8               | 1               | 3      | 4            | 6 − 16                       |
| Totaal            | 21              | 2               | 8      | 11           | 17 − 36                      |

Wedstrijden bepaald door strafschoppen worden, in lijn met de FIFA, als een gelijkspel gerekend.

## Details

### Achttiende ontmoeting
| EK 2016 kwalificatie (scheidsrechter Damir Skomina, Sofia, 28 maart 2015): |              | |
| Bulgarije | 2 – 2        | Italië |
| Ivelin Popov 11' Iliyan Mitsanski 17' | goals        | 4' (e.d.) Jordan Minev 84' Éder |
| Ivaylo Petev | bondscoach   | Antonio Conte |
| Nikolaj Michajlov Aleksandar Aleksandrov Jordan Minev Stanislav Manolev Nikolaj Bodurov Vladimir Gadzhev Ivelin Popov 85' Svetoslav Djakov Mihail Aleksandrov Georgi Milanov 89' Iliyan Mitsanski 73' | opstellingen | Salvatore Sirigu Andrea Barzagli Giorgio Chiellini Leonardo Bonucci Matteo Darmian 77' Luca Antonelli Antonio Candreva Marco Verratti 72' Andrea Bertolacci Ciro Immobile 58' Simone Zaza |
| Valeri Bozhinov 73' Simeon Slavchev 85' Ventsislav Vasilev 89' | wissels      | 58' Éder 72' Roberto Soriano 77' Manolo Gabbiadini |
| Svetoslav Djakov 56' | gele kaarten | 82' Ciro Immobile 90' Leonardo Bonucci 90+1' Matteo Darmian 90+1' Roberto Soriano |
| - Debuut van Ventsislav Vasilev (CSKA Sofia) voor Bulgarije. - Debuut van Éder (UC Sampdoria) voor Italië.                                                                                            |              | |

BFS · A-internationals · Selecties · Bondscoaches · Bulgaars vrouwenelftal · Olympisch elftal · Bulgarije U21 · Bulgarije U20 · Bulgarije U19 · Bulgarije U18 · Bulgarije U17 · Bulgarije U16
1924 – 1929 · 
1930 – 1939 · 
1940 – 1949 · 
1950 – 1959 · 
1960 – 1969 · 
1970 – 1979 · 
1980 – 1989 · 
1990 – 1999 · 
2000 – 2009 · 
2010 – 2019 ·
2020 − 2029
EK 1996 · 
EK 2004
WK 1962 · 
WK 1966 · 
WK 1970 · 
WK 1974 · 
WK 1986 · 
WK 1994 · 
WK 1998
OS 1924 · 
OS 1952 · 
OS 1956 · 
OS 1960 · 
OS 1968
1924 · 
1925 · 
1926 · 
1927 · 
1928 ·
1929 · 
1930 · 
1931 · 
1932 · 
1933 · 
1934 · 
1935 · 
1936 · 
1937 · 
1938 · 
1939 · 
1940 · 
1941 ·
1942 · 
1943 · 
1944 · 1945 · 
1946 ·
1947 · 
1948 · 
1949 · 
1950 · 
1952 · 
1952 · 
1953 · 
1954 · 
1955 · 
1956 · 
1957 · 
1958 · 
1959 · 
1960 · 
1961 · 
1962 · 
1963 · 
1964 · 
1965 · 
1966 · 
1967 · 
1968 · 
1969 · 
1970 · 
1971 · 
1972 · 
1973 · 
1974 · 
1975 · 
1976 · 
1977 · 
1978 · 
1979 · 
1980 · 
1981 · 
1982 · 
1983 · 
1984 · 
1985 · 
1986 · 
1987 · 
1988 · 
1989 · 
1990 · 
1991 · 
1992 · 
1993 · 
1994 · 
1995 · 
1996 · 
1997 · 
1998 · 
1999 · 
2000 · 
2001 · 
2002 · 
2003 · 
2004 · 
2005 · 
2006 · 
2007 · 
2008 · 
2009 · 
2010 · 
2011 · 
2012 · 
2013 · 
2014 · 
2015 ·
2016 ·
2017 ·
2018 ·
2019 ·
2020 ·
2021 ·
2022 ·
2023 ·
2024
Albanië ·
Algerije ·
Andorra ·
Argentinië ·
Armenië ·
Australië ·
Azerbeidzjan ·
België ·
Bolivia ·
Bosnië en Herzegovina ·
Brazilië ·
Canada · 
Chili ·
Cuba ·
Cyprus ·
DDR ·
Denemarken ·
Duitsland ·
Ecuador ·
Egypte ·
Engeland ·
Estland ·
Finland ·
Frankrijk ·
Georgië ·
Gibraltar ·
Griekenland ·
Hongarije ·
Ierland ·
IJsland ·
Indonesië ·
Iran ·
Israël ·
Italië ·
Jamaica ·
Japan ·
Joegoslavië ·
Jordanië ·
Kameroen ·
Kazachstan ·
Koeweit ·
Kosovo ·
Kroatië ·
Letland ·
Libanon ·
Litouwen ·
Luxemburg ·
Malta ·
Marokko ·
Mexico ·
Moldavië ·
Montenegro ·
Nederland ·
Nieuw-Caledonië ·
Nigeria ·
Noord-Ierland ·
Noord-Korea ·
Noord-Macedonië ·
Noorwegen ·
Oekraïne ·
Oman ·
Oostenrijk ·
Paraguay ·
Peru ·
Polen ·
Portugal ·
Qatar ·
Roemenië ·
Rusland ·
San Marino ·
Saoedi-Arabië ·
Schotland ·
Servië ·
Servië en Montenegro ·
Slovenië ·
Slowakije ·
Sovjet-Unie ·
Spanje ·
Tanzania ·
Thailand ·
Tsjechië ·
Tsjecho-Slowakije ·
Tunesië ·
Turkije ·
Uruguay ·
Verenigde Arabische Emiraten ·
Wales ·
Wit-Rusland ·
Zuid-Afrika ·
Zuid-Korea ·
Zweden ·
Zwitserland
FIGC · A-internationals · Selecties · Bondscoaches · Italiaans vrouwenelftal · Olympisch elftal · Italië U21 · Italië U20 · Italië U19 · Italië U18 · Italië U17 · Italië U16 · Vrouwen U17
1910 – 1919 ·
1920 – 1929 ·
1930 – 1939 ·
1940 – 1949 ·
1950 – 1959 ·
1960 – 1969 ·
1970 – 1979 ·
1980 – 1989 ·
1990 – 1999 ·
2000 – 2009 ·
2010 – 2019 ·
2020 − 2029
EK's: 1968 · 
1980 · 
1988 · 
1996 · 
2000 · 
2004 · 
2008 · 
2012 · 
2016 ·
2020 ·
2024
WK's: 1934 · 
1938 · 
1950 · 
1954 · 
1962 · 
1966 · 
1970 · 
1974 · 
1978 · 
1982 · 
1986 · 
1990 · 
1994 · 
1998 · 
2002 · 
2006 · 
2010 · 
2014
OS: 1912 · 
1920 · 
1924 · 
1928 · 
1936 · 
1948 · 
1952 · 
1960 · 
1984 · 
1988 · 
1992 · 
1996 · 
2000 · 
2004 · 
2008
1911 · 
1912 · 
1913 · 
1914 · 
1915 · 
1916 · 1917 · 1918 · 1919 · 
1920 · 
1921 · 
1922 · 
1923 · 
1924 · 
1925 · 
1926 · 
1927 · 
1928 · 
1929 · 
1930 · 
1931 · 
1932 · 
1933 · 
1934 · 
1935 · 
1936 · 
1937 · 
1938 · 
1939 · 
1940 · 
1941 · 
1942 · 
1943 · 1944 · 
1945 · 
1946 · 
1947 · 
1948 · 
1949 · 
1950 · 
1952 · 
1952 · 
1953 · 
1954 · 
1955 · 
1956 · 
1957 · 
1958 · 
1959 · 
1960 · 
1961 · 
1962 · 
1963 · 
1964 · 
1965 · 
1966 · 
1967 · 
1968 · 
1969 · 
1970 · 
1971 · 
1972 · 
1973 · 
1974 · 
1975 · 
1976 · 
1977 · 
1978 · 
1979 · 
1980 · 
1981 · 
1982 · 
1983 · 
1984 · 
1985 · 
1986 · 
1987 · 
1988 · 
1989 · 
1990 ·
1991 · 
1992 · 
1993 · 
1994 · 
1995 · 
1996 · 
1997 · 
1998 · 
1999 · 
2000 · 
2001 · 
2002 · 
2003 · 
2004 · 
2005 · 
2006 · 
2007 · 
2008 · 
2009 · 
2010 · 
2011 · 
2012 · 
2013 · 
2014 · 
2015 · 
2016 · 
2017 ·
2018 ·
2019 ·
2020 ·
2021 ·
2022 ·
2023 ·
2024
Albanië ·
Algerije ·
Argentinië ·
Armenië ·
Australië ·
Azerbeidzjan ·
België ·
Bosnië en Herzegovina ·
Brazilië ·
Bulgarije ·
Canada ·
Chili ·
China ·
Costa Rica ·
Cyprus ·
DDR ·
Denemarken ·
Duitsland ·
Ecuador ·
Egypte ·
Engeland ·
Estland ·
Faeröer ·
Finland ·
Frankrijk ·
Georgië ·
Ghana ·
Griekenland ·
Haïti ·
Hongarije ·
Ierland ·
IJsland ·
Israël ·
Ivoorkust ·
Japan ·
Joegoslavië ·
Kameroen ·
Kroatië ·
Liechtenstein · 
Litouwen ·
Luxemburg ·
Malta ·
Marokko ·
Mexico ·
Moldavië ·
Montenegro ·
Nederland ·
Nieuw-Zeeland ·
Nigeria ·
Noord-Ierland ·
Noord-Korea ·
Noord-Macedonië ·
Noorwegen ·
Oekraïne ·
Oostenrijk ·
Paraguay ·
Peru ·
Polen ·
Portugal ·
Roemenië ·
Rusland ·
San Marino ·
Saoedi-Arabië ·
Schotland ·
Servië ·
Servië en Montenegro ·
Slovenië ·
Slowakije ·
Sovjet-Unie ·
Spanje ·
Tsjechië ·
Tsjecho-Slowakije ·
Tunesië ·
Turkije ·
Uruguay ·
Venezuela ·
Verenigde Staten ·
Wales ·
Wit-Rusland ·
Zuid-Afrika ·
Zuid-Korea ·
Zweden ·
Zwitserland
Argentinië (1982) · 
Australië (2006) · 
België (2016) · 
België (2021) · 
Brazilië (1970) · 
Brazilië (1982) · 
Brazilië (1994) · 
Costa Rica (2014) · 
Duitsland (2006) · 
Duitsland (2012) · 
Engeland (2012) ·
Engeland (2014) ·
Engeland (2021) ·
Frankrijk (2000) · 
Frankrijk (2006) · 
Frankrijk (2008) · 
Ghana (2006) · 
Hongarije (1938) · 
Ierland (2012) · 
Joegoslavië (1968) · 
Kameroen (1982) · 
Kroatië (2012) · 
Nederland (2008) · 
Nieuw-Zeeland (2010) · 
Oekraïne (2006) · 
Oostenrijk (2021) · 
Paraguay (2010) · 
Peru (1982) · 
Polen (1982, 1) · 
Polen (1982, 2) · 
Roemenië (2008) · 
Spanje (2008) ·
Spanje (2012, 1) ·
Spanje (2012, 2) ·
Spanje (2016) ·
Spanje (2021) ·
Tsjechië (2006) · 
Turkije (2021) · 
Uruguay (2014) · 
Verenigde Staten (2006) · 
Wales (2021) · 
West-Duitsland (1982) · 
Zweden (2016) · 
Zwitserland (2021)